# Gran Premi de San Luis femení
El Gran Premi de San Luis femení és una competició ciclista femenina d'un dia que es disputa anualment, durant el mes de gener, a la província de San Luis, a l'Argentina. S'organitza el dia abans del Tour de San Luis femení.
Forma part del calendari femení de l'UCI.

## Palmarès
| Any  | Vencedor            | Segon                | Tercer                   |
| ---- | ------------------- | -------------------- | ------------------------ |
| 2013 | Paola Muñoz Grandón | Talia Ayelen Aguirre | Natasha Jaworski         |
| 2014 | Karla Vallejos      | Adriana Tovar        | Alejandra Mabel Alliegro |
| 2015 | Hannah Barnes       | Luciene Ferreira     | Clemilda Fernandes       |
| 2016 | Małgorzata Jasińska | Coryn Rivera         | Anna Trevisi             |